# Piduń
Piduń (deutsch Schuttschenofen) ist ein Dorf in der polnischen Woiwodschaft Ermland-Masuren. Es gehört zur Landgemeinde Jedwabno (1938 bis 1945 Gedwangen) im Powiat Szczycieński (Kreis Ortelsburg).

## Geographische Lage
Piduń liegt am Südwestufer des Reihersees (polnisch Jezioro Średnie) in der südlichen Mitte der Woiwodschaft Ermland-Masuren. Die frühere Kreisstadt Neidenburg liegt 29 Kilometer südwestlich, die heutige Kreismetropole Szczytno (deutsch Ortelsburg) 15 Kilometer nordöstlich.

## Geschichte
Das Dorf Schutschen Theer-Ofen, nach 1785 Schutschenofen genannt, wurde im Jahre 1755 gegründet. Zwischen 1874 und 1945 gehörte es als Landgemeinde zum Amtsbezirk Jedwabno (1938 bis 1945 „Amtsbezirk Gedwangen“) im ostpreußischen Kreis Neidenburg. Im Jahre 1910 waren in Schuttschenofen 183 Einwohner gemeldet. Ihre Zahl stieg bis 1933 auf 223 und belief sich 1939 auf 198.
In Kriegsfolge wurde Schuttschenofen 1945 mit dem gesamten südlichen Ostpreußen an Polen überstellt. Das Dorf erhielt die polnische Namensform „Piduń“ und ist heute mit dem Sitz eines Schulzenamts (polnisch Sołectwo) eine Ortschaft im Verbund der Landgemeinde Jedwabno (1938 bis 1945 Gedwangen) im Powiat Szczycieński (Kreis Ortelsburg), bis 1998 der Woiwodschaft Olsztyn, seither der Woiwodschaft Ermland-Masuren zugehörig. Im Jahre 2011 zählte Piduń 92 Einwohner.

## Kirche
Bis 1945 war Schuttschenofen kirchlicherseits nach Jedwabno hin orientiert: zur evangelischen Kirche Jedwabno in der Kirchenprovinz Ostpreußen der Kirche der Altpreußischen Union und auch zur dortigen römisch-katholischen Kirche im damaligen Bistum Ermland. Der kirchliche Bezug zu Jedwabno besteht für Piduń auch heute noch, wobei Jedwbano heute zur Diözese Masuren in der Evangelisch-Augsburgischen Kirche in Polen bzw. zum Erzbistum Ermland gehört.

## Verkehr
Piduń liegt an der verkehrsreichen Woiwodschaftsstraße 508, die die beiden Landesstraßen DK 58 und DK 57 miteinander verbindet. Eine Anbindung an den Bahnverkehr besteht nicht.